# 博克斯安克爾 (喬治亞州)
博克斯安克爾（英語：Box Ankle）是位於美國喬治亞州門羅縣的一個非建制地區。該地的面積和人口皆未知。

## 地理
博克斯安克爾的座標為33°07′00″N 83°58′24″W / 33.11667°N 83.97333°W，而該地的平均海拔高度為174米（即571英尺）。